# مجموعه ورزشی میلود هدفی
مجموعه ورزشی میلود هدفی (انگلیسی: Miloud Hadefi Complex Omnisport Arena) یک سالن ورزشی سرپوشیده در بئر جیر، وهران، الجزایر است.
این ورزشگاه که در سال ۲۰۲۲ ساخته شده دارای ۷۰۰۰ نفر ظرفیت است و برای ورزش‌های والیبال، بسکتبال و هندبال مورد استفاده قرار میگیرد.